# Santa María en Traspontina (título cardenalicio)
Santa María en Traspontina es un título cardenalicio de la Iglesia Católica. Fue instituido por el papa Sixto V en 1587 con la constitución apostólica Religiosa.

## Titulares
- Juan Hurtado de Mendoza (6 de marzo de 1589 - 6 de enero de 1592)
- Francisco de Toledo Herrera, S.J. (11 de octubre de 1593 - 14 de septiembre de 1596)
- Lorenzo Priuli (2 de diciembre de 1596 - 21 de enero de 1600)
- Vacante (1600 - 1604)
- Erminio Valenti (25 de junio de 1604 - 22 de agosto de 1618)
- Alessandro Ludovisi (3 de diciembre de 1618 - 9 de febrero de 1621 Elegido papa Gregorio XV)
- Ludovico Ludovisi (17 de marzo de 1621 - 7 de junio de 1623)
- Vacante (1623 - 1626)
- Federico Baldissera Bartolomeo Cornaro (22 de junio de 1626 - 15 de noviembre de 1627)
- Vacante (1627 - 1634)
- Cesare Monti (6 de agosto de 1634 - 16 de agosto de 1650)
- Giacomo Corradi (12 de marzo de 1652 - 17 de enero de 1666)
- Giovanni Nicola Conti di Poli (15 de marzo de 1666 - 8 de agosto de 1691)
- Vacante (1691 - 1696)
- Giuseppe Sacripante (2 de enero de 1696 - 3 de marzo de 1721)
- Luis Belluga y Moncada, C.O. (16 de junio de 1721 - 20 de febrero de 1726)
- Vacante (1726 - 1728)
- Giuseppe Accoramboni (15 de noviembre de 1728 - 16 de septiembre de 1740)
- Marcello Crescenzi (16 de diciembre de 1743 - 24 de agosto de 1768)
- Vacante (1768 - 1776)
- Guido Calcagnini (15 de julio de 1776 - 27 de agosto de 1807)
- Vacante (1807 - 1816)
- Francesco Saverio Castiglioni (29 de abril de 1816 - 13 de agosto de 1821) Fue elegido papa Pío VIII)
- Vacante (1821 - 1823)
- Anne-Louis-Henri de La Fare (24 de noviembre de 1823 - 10 de diciembre de 1829)
- Vacante (1829 - 1835)
- Placido Maria Tadini, O.C.D. (24 de julio de 1835 - 22 de noviembre de 1847)
- Vacante (1847 - 1850)
- Giuseppe Cosenza (3 de octubre de 1850 - 30 de marzo de 1863)
- Vacante (1863 - 1866)
- Gustav Adolf von Hohenlohe-Schillingsfürst (25 de junio de 1866 - 12 de mayo de 1879)
- Gaetano Alimonda (22 de septiembre de 1879 - 30 de mayo de 1891)
- Fulco Luigi Ruffo-Scilla (17 de diciembre de 1891 - 29 de mayo de 1895)
- Camillo Mazzella, S.J. (22 de junio de 1896 - 19 de abril de 1897)
- José María Martín de Herrera y de la Iglesia (24 de marzo de 1898 - 8 de diciembre de 1922)
- Giovanni Battista Nasalli Rocca di Corneliano (25 de mayo de 1923 - 13 de marzo de 1952)
- Giacomo Lercaro (15 de enero de 1953 - 18 de octubre de 1976)
- Vacante (1976 - 1979)
- Gerald Emmett Carter (30 de junio de 1979 - 6 de abril de 2003)
- Marc Ouellet, P.S.S. (21 de octubre de 2003 - 26 de junio de 2018); título episcopal pro hac vice (26 de junio de 2018)